# Океан
Океан (лат. oceanus, грч. ὠκεανός; према грчком богу мора и вода Океану), у ужем смислу јединствена, континуирана водена маса големих димензија, у ширем смислу укупна водена маса мора на Земљи која покрива скоро три четвртине (71%) Земљине површине.
Та глобална, међусобно повезана маса слане воде, називана и Светским океаном, подељена је континентима и низовима острва на следећих пет целина, од највеће према најмањој: Тихи океан, Атлантски океан, Индијски океан, Јужни океан и Арктички океан. Њихове службене границе дефинисала је Међународна хидрографска организација. Јужни океан, који је дуго времена био познат у поморској традицији, службено је потврђен 2000. године те је јединствен јер се дефинише линијом ширина без икаквих копнених граница.
Океанографи ипак говоре само о четири океана, сматрајући Арктички океан (или Арктичко море) делом Атлантског океана.
Мања подручја океана називају се морима, заливима, пролазима и др.
Геолошки гледано, океан је подручје океанске коре покривене водом. Океанска кора је танак слој скрућеног вулканског базалта који прекрива Земљин плашт на местима где нема континената. Према том гледишту данас постоје три океана: Светски океан те Црно и Каспијско море (или Каспијско језеро) који су настали сударом Цимерије с Лауразијом. Средоземно море је готово самосталан океан повезан са Светским океаном кроз Гибралтарска врата, а неколико пута током задњих неколико милиона година уистину је кретање афричког континента затворило правац у потпуности, стварајући Средоземље четвртим океаном. Црно море је повезано са Средоземним преко Босфора који је у ствари природни канал пробијен кроз континенталну стену пре отприлике 5000 година, те није дјелић океанског дна попут Гибралтарских врата.
Површина Светског океана износи 361 милион km², запремина 1370 милиона km³, а просечна му је дубина 3790 m. То не укључује мора која нису повезана са Светским океаном као што је Каспијско море.
Укупна маса хидросфере износи око 1.4 × 1021 kg, што је једнако отприлике 0,023% Земљине укупне масе.
Види морску воду за опширнију расправу о саставу океанске воде од које је најзначајнија сланост.

## Подела океана
Пет океана на Земљи су:
- Арктички океан (Северно поларно море),
- Атлантски океан (Атлантик),
- Индијски океан,
- Тихи океан (Пацифик) и
- Јужни океан (Јужно поларно море или Антарктички океан).

Некад се у општем говору наводе само три океана: Атлантски, Индијски и Тихи океан. У овом погледу, Арктички океан се сматра делом Атлантика, док се Јужни океан, чија је граница одређена 60. паралелом јужне географске ширине, сматра као део сва три океана. Алтернативним означавањем, два највећа океана на Земљи су подељена у зависности којој хемисфери припадају (јужној или северној), тако на пример постоје јужни и северни Пацифик те јужни и северни Атлантик, те се њима додају Индијски океан и два поларна мора.
Историјски посматрано, често се користио израз Седам светских мора, који је поред Пацифика, Атлантика и Индијског океана обухватао и Карипско море, Средоземно море, Жуто море и Северно море (као и нека друга мора, која се сматрају ивичним морима океана, попут Црног мора и Балтичког мора).
Постоји и друга алтернатива која је повезана са магичним бројем седам, који се у неким религијама сматра посебним. Тиме је Земља подељена на седам континената (Северна и јужна Америка, Европа, Африка, Азија, Океанија и Антарктика) те седам светских мора (океана) (северни и јужни Атлантик, Северно поларно и Јужно поларно море, Индијски океан те северни и јужни Пацифик).

## Облик океана
Појединачни океани, који се простиру између континената, разликују се, између осталог, по запремини, садржају соли, таласима и морским струјама, властитим системима плиме и осеке, као и геолошким формацијама.
Унутар океана и њихових ивичних мора односно на дну океана налазе се многе врло високе и понегдје врло издужене подводне планине и планински ланци, нарочито средњоокеански гребени. У неким деловима океана постоје многобројна мања узвишења и долине, веће или мање бразде у дубоком мору, те Пацифички ватрени прстен, својствен само Тихом океану. Осим наведеног, са дна мора уздижу се многобројна острва, острвске групе и архипелази. Северно поларно море и Јужни океан су једним делом или потпуно прекривени ледом и леденим плочама.
Дно океана је горња страна једног дела океанске земљине коре. Њене стене се објашњавају путем теорије тектонике плоча. По њој, ново океанско дно настаје у средњоокеанском гребену и полако се помера у страну, док не досегне зону субдукције те се у њој подвлачи назад у унутрашњост коре. Ово значи да океани могу постати већи, мањи, настати нови и постојећи нестати. Тако на пример за Атлантски океан се сматра да је стар око 150 милиона година. Праисторијски океани на Земљи, за које се претпоставља да су постојали су између осталих, Мировија, Панталас, Реикум и Тетис са европским ивичним морем Паратетис.
Обална линија не зависи само од облика и положаја континената, већ и од запремине морске воде. Тако на местима гдје су ниже температуре има знатно мање морске воде, јер су велике количине воде заробљене на континентима у виду ледених плоча и глечера, а приликом пораста температуре долази до њиховог топљења и пораста нивоа океана (трансгресија). Други фактори промене укључују издизање или спуштање дна океана услед геолошких догађаја.
У глобалном смислу, просечна дубина океана је око 3682,2 m. Ова вредност би могла бити још прецизније измерена уколико би се у будућности, на пример, подводни гребени и планине могле директно и у потпуности измерити, за шта данас постоје само делимични подаци добијени индиректним путем помоћу вештачких сателита у орбити Земље. Таква мерења су неопходна јер подводни гребени и планине изазивају незнатно локално повећање Земљине гравитације те се изнад њих може измерити нешто нижи ниво воде (геоид). Према истој студији укупна површина свих океана се процењује на 361,84 милиона 2, а њихова запремина на 1,3324 милијарду km3.
Најдубља тачка у океану се налази у Маријанској бразди (Маријанском рову) која се налази у Тихом океану у близини обале Северних Маријанских Острва. Њена највећа измерена дубина износи око 10.911 m (уз приближно одступање од 40 m, мада су нека непотврђена мерења показала да та дубина износи и 11.034 m) Британски Челинџер II је 1951. године открио ову бразду и најдубљој тачки дао име Челинџер Дип. Године 1960. батискаф Трст је успео доћи до дна бразде са посадом коју су чинила два човека Жак Пикард и Дон Волш.

## Кретање водених маса
Водене масе неког океана нису јединствене нити исте, него се мењају са дубином океана. Постоје велика, стабилна кретања воде позната као морске струје. Најважнија је глобална текућа трака или врпца, комбинација морских струја која међусобно повезује четири од пет океана и са којом површинске струје и дубинске струје заједно чине глобално кретање морске воде. При томе се понекад могу појавити велики водени вртлози у дубинама преко 1000 метара. Такође и средњоокеански гребени могу довести до стварање вртлога. Уочени су и огромни водени вртлози пречника од 50 од 200 km, који се могу задржати и до неколико недеља, а који доносе хладну али храњивим материјама богату воду из дубина на површину океана.
На површини океана и мора јављају се таласе. Они могу бити неравномерна кретања воде изазавана ветром, а који се мере и исказују посебном скалом. Поједини таласи или групе таласа, таласе убице су посебно опасни таласе који настају повезивањем више таласе те тако могу достићи и до 25 m висине. Цунами су таласи који настају након јаких земљотреса или ерупција вулкана, а који тек приближавањем плитким приобалним водама расту и могу изазвати огромна разарања. Током једног дана због плиме и осеке долази до варијација у висини нивоа мора али су оне редовне и понављајуће те могу једном делом утицати на геометријски облик обала. Ветар узрокује транспорт воде у океану (Екманов транспорт). Узимајући у обзир Кориолисове силе у горњим слојевима воде (до дубине од око 50 м) долази до Екманових струјања.

## Воде океана
Процесом серпентинизирања годишње се на океанско дно хемијски веже око 60 km³ океанске воде. Томе се додаје још и засићење седимената водом на дну океана. У зонама субдукције ова заробљена вода се поновно ослобађа.

### Расподела кисеоника
Удео кисеоника у океанској води непосредно близу површине је одређен преласком кисеоника из ваздуха у воду и биолошке производње кисеоника из угљен-диоксида (CO2) деловањем фитопланктона. Стога понекад може доћи до презасићења површинских вода (засићеност кисеоником већа од 100%) у тропским подручјима, па се кисеоник снажно отпушта назад у атмосферу. Међутим, фитопланктон употребљава кисеоник за дисање када нема Сунчеве светлости. Порастом дубине и с њом повезаног смањења Сунчеве светлости, опада и засићеност кисеоника у морској води.
Поред осиромашења кисеоником због зоопланктона и једном делом деловањем бактериопланктона, једаном делу тог осиромашења доприноси повећано биолошко искоришћавање биомасе чиме се директно смањује удео кисика у океану. У океану не долази до нестанка кисеонка у дубоким водама, пошто на пример у Лабрадорском, Гренландском и Веделовом мору настају површинске воде врло богате кисеоником, које затим тону до дна океана и дубинским струјама путем глобалне текуће траке распоређују се по целом свету.
Расподела кисеоника у великим океанским дубинама није равномерна. Постоје минималне зоне где се одвија на пример оксидација амонијака без присуства кисеоника, као и денитрифицирање (дисањем анаеробних бактерија производећи молекуларни азот који се издваја из воде и доспева у атмосферу). Ова подручја се врло често налазе у тропском појасу, тако на пример значајне минималне зоне кисеоника се налазе у Арапском мору у дубини од 200 до 1150 метара.

## Екосистем океана
Највећи значај за екосистем океана је да се порастом дубине океана смањује количина Сунчеве светлости која до њега допире. У најплићим слојевима воде, где има највише светлости, названом еуфотична зона, биљке користе процес фотосинтезе за производњу хране и енергије. На ову зону наставља се дисфотична зона, где је количина светлости сведена на минимум. У слојевима воде испод ове зоне, у афотичној зони, светлост никако не допире и влада потпуни мрак.
Други важни фактор у океанима је да се морска вода у различитим дубинама у хемијском смислу понаша другачије. Жива бића у мору, попут шкољки, корала, кречњачких алги, кремених алги и других користе калцијум карбонат и силицијум диоксид путем биоминерализације за изградњу својих љуштура и скелета. Ови биоминерали се могу хемијски разградити деловањем океанске воде. Тако за калцијум карбонате (арагонит и калцит) постоје одређене доње дубинске границе, испод којих се они у потпуности растварају, а називају се компензацијске дубине калцита и арагонита. Дубине океана су подељене у неколико нивоа. Она почиње на дубини од 200 метара, до које се узима простирање континенталног шелфа. На њега се наставља континентална плоча која се може пружати и до дубине од 2000 до 3000 метара. Након ње долазе абисална раван са максималном дубином од 6000 m, а испод ње је хадална зона. Постоје одређена подручја која се јављају врло ретко, углавном сезонски а која су врло богата храњивим материјама (користи се и енглески израз upwelling подручја). У њима хладне океанске струје из великих дубина пењу се према површини океана и замењују топле површинске воде, које нису богате храњивим материјама.

### Отворени океан
Отворени океан обухвата око 80% површине светских мора, али се у њему производи само око 1% укупне биомасе. У овом олиготрофном подручју углавном недостатак азота и фосфора у океанској води ограничава раст морских биљака (фитопланктона). Осим тога и недостатак врло важних метала, као што је на пример гвожђе, такође значајно делује да ограничавање раста фитопланктона, па се у том подручју почело експериментисати са вештачким додавањем гвожђа. На површини светских мора може се пронаћи и неустон.
Велики водени вртлози, при којима хладна морска вода богата храњивим материјама из дубина доспева на површину океана, делујући краткотрајно као upwelling доводи до готово експлозивног раста и размножавања фитопланктона у површинском слоју воде. Сличан ефекат могу изазвати и тропске олује и урагани. Значајна су и велика узвишења океанског дна, која понекад досежу и до површине воде, као што су поједине подводне планине и гајоти, као и огромни подводни планински ланци. Ова узвишења делимично ремети кретање океанских струја, тако да уз њих могу подизати хладне воде из великих дубина океана, доносећи на површину храњиве материје, те се око тих могу формирати оазе морског живота.

### Шелф
Прелаз између копна и дубоког окана чини континентални шелф дубок до 200 метара, који даље у дубину се стрмо спушта чинећи континентални одсек на који се даље наставља океанска зараван.
Океанска подручја шелфа су врло богата храњивим материјама и имају врло велики привредни значај за државе које непосредно граниче и излазе са обалу океана. До данас у међународном праву је сачињен договор о искључивој привредној зони, која се углавном заснива на разлозима риболова околних држава и понегде представља и знатне подводне залихе нафте и природног гаса што је многим државама витални национални интерес. У Европској унији на снази је заједничка риболовна политика ЕУ.
У подручјима шелфа расту бројне шуме алги (келпа) углавном на мирном, стеновитом дну дубине од 15 до 40 метара. Назив за те шуме потиче од алги (келп, лат. Laminaria и др. родови) а спадају у вишећелијске смеђе алге и расту на морском дну. На меком тлу у плитким приобалним подручјима океана или у подручјима докле допиру плима и осека (тидална зона) расту биљке из породице морских трава, понегде сачињавајући простране ливаде морске траве. Осим што су од великог значаја за екологију океана, оне такође имају улогу и у заштити обале.

### Дубоко море
Дубока океанска пространства су до данас најмање истражена област океана. Тек од средине 20. века научници су успели да начине фотографије и сакупе узорке из тих дубина помоћу подморница са и без људске посаде, конструисаних за средње и велике дубине, као и подводних робота (AUV - аутономних подводних возила) и ROV (даљински управљаних подводних возила). До тада су само мрежама успевали из великих дубина извући, мање-више згњечене и унакажене примерке живих бића из дубине, као што је то био случај на експедицијама 1872-1876. (експедиција Челиџер на дубини до 8000 m) и експедиција 1898-1899. на дубини од 4600 m (експедиција Валдивија).
Насупрот добро осветљеном горњем подручју (еуфотичкој зони) океана, дубоко море добија врло мало (дисфотичка зона) или нимало (афотичка зона) светлости, те тамо није могућа фотосинтеза. Већина живих бића која живе у дубоким морима након заласка Сунца мигрирају из зоне слабе видљивости према горе ближе површини која је осветљена дању да би се хранили, те након изласка Сунца поново се враћају у дубину. При овој миграцији наилазе на лутајуће предаторе. У такве мигрирајуће дубинске животиње спадају медузе, крил и неки мањи рачићи из поткласе Copepoda (веслоношци). За животиње које тамо живе од животног значаја је да се значајно не разликују у боји тела од слабог плавог светла које допире са површине. Важне технике прикривања је провидност и емисија светлости са супротне стране, при чему такве животиње са доње стране (окренуте према дну) поседују светлеће органе који емитују светлост а која у зависности од јачине спољне светлости сјаји слабије или јаче. Ова биолуминесценција добија још више на значају у подручјима где уопће нема Сунчеве светлости. Тако рибама из дубина, светлећи органи служе да привуку плен или партнера за парење.
- Готово безбојна, прозирна Aurelia aurita (Месечева медуза).
- Месечева медуза (Aurelia aurita) под светлима плавих рефлектора
- Вампирска хоботница приликом бега избацује светлеће честице којима збуњује предаторе.
- „Риба удичарка“ из дубоких мора, изнад уста има светлећи орган
- „Риба дух“, Opisthoproctus soleatus, има велике очи усмерене према горе

## Истраживања
Путовање бродовима површином океана потиче још из претхисторијских времена, али тек је у модерном добу екстензивно подводно путовање постало могућим.
Велики делови дна светских океана су неистражени и некартирани. Глобална слика многих подводних обележја већих од 10 km направљена је 1995, а базирана је на гравитацијским искривљењима оближње морске површине.

## Клима
Један од најдраматичнијих временских облика јавља се изнад океана: тропски циклони (познатији као тајфуни и урагани зависно од тога где се систем ствара). Морске струје увелико утичу на Земљину климу преносећи топао или хладан ваздух и падавине према обалним подручјима где их даље у унутрашњост могу преносити ветрови. Антарктичка струја окружује тај континент, утиче на климу подручја те повезује струје из неколико океана.

## Екологија
Океани су дом многим животним облицима као што су:
- рибе
- китови (Cetacea) - китови, делфини и плискавице,
- главоношци (Cephalopoda) - хоботнице
- ракови (Crustacea) - јастози и морски рачићи
- морски црви
- планктон
- козице

## Економија
Океани су битни за превоз: огроман се део светских добара се преноси бродовима између светских морских лука. Важни бродски канали укључују Морски пут Светог Лаврентија, Панамски и Суецки канал .

## Ванземаљски океани
Земља је једина позната планета с текућом водом на својој површини, а засигурно једини такав у нашем сунчевом систему.

### Планете
Гасни гиганти, планете Јупитер и Сатурн, не поседују чврсту површину, него да је њихова површина сачињена од слојева течног водоника. Међутим, тачна планетарна геологија тих планета није у потпуности истражена. Постоје хипотезе да планете Уран и Нептун испод своје дебеле атмосфере крију врелу, јако сабијену воду под суперкритичним условима температуре и притиска. Иако њихов састав није у потпуност разјашњен, студија коју су спровели Викторовицз и др. 2006. године искључила је постојање таквих водених океана на Нептуну, мада неке студије указују да је могуће постојање неких егзотичних океана од течних дијаманата. Хипотезе о постојању океана на Марсу су указивале да је готово трећина површине те планете некад била покривена водом, мада данас вода на Марсу више није океанска. Међутим и даље постоје могућности да вода на Марсу и даље постоји, а проучавају се и разлози њеног нестанка са Марса. Астрономи верују да атмосфера на Венери садржи воду у течном стању а можда су постојали и океани у давној прошлости Венере. Ако су и постојали, касније сви су нестали због геолошких промена на Венери.
Тренутачно се води много расправа о томе да ли је Марс некада имао океан воде на својој северној хемисфери, и о томе до шта му се догодило ако га је имао. Недавни проналасци мисије ровера за истраживање Марса показују да је Марс имао нешто дуготрајне стајаће воде барем на једном месту, али њено постојање још увек није познато.

### Природни сателити
Вјерује се да постоји слој течне воде довољно дебео да одваја кору од језгра природних сателита Титана, Европе, као и уз мању вероватноћу на Калисту, Ганимеду и Тритону. Сматра се да на месецу Ио постоји океан магме. На Сатурновом месецу Енцеладу уочени су гејзири, који можда потичу из 10 км дубоког океана испод ледене коре месеца. Други ледени месеци такође можда имају унутрашње океане или су некад имали такве океане који су данас можда замрзнути.
Сматра се да су текући угљоводоници присутни на Титановој површини, иако би их било исправније описати као „језера“ него као „океане“. Раздеоба подручја текућих угљоводоника боље ће бити познати након целокупне анализе података са сонде Хјујгенс из свемирске мисије Касини—Хајгенс која се спустила на Титанову површину у јануару 2005. Такође се сматра да се испод мешавине леда и угљоводоника који обликују Титанову спољашњу кору вероватно налази подземни океан воде.